# Агеманг Опоку
Нана Опоку Агеманг-Премпе (на английски: Nana Opoku Agyemang-Prempeh, или само Agyemang Opoku, роден на 7 юни 1989 г.), по-известен като Агеманг Опоку е професионален футболист роден в град Обуаси, регион Ашанти, Гана, играещ като нападател. Състезава се за Левски (София) и националния отбор по футбол на Гана

## Кариера
Агеманг е юноша на Ашанти Голд Сокър Академи, а след това получава място в мъжкия отбор. През януари 2007 г. напуска клуба като свободен агент и отива в тунизийския КС Сфаксиен. През 2008 г. е трансфериран в катарския Ал Сад СК, след което играе 3 месеца под наем в Ал Ахли (Доха). През юни 2012 г. преминава в Левски (София).

## Успехи
Гана (до 20 г.)
- Световено първенство по футбол (до 20 г.)
  - Шампион : 2009 г.

Гана
- Купа на африканските нации
  - Финалист (1): 2010 г.